# Jean-Marie Roland de La Platiére
Jean-Marie Roland, de La Platiére (18. února 1734 Thizy – 15. listopadu 1793 Bourg-Beaudouin) byl francouzský politik v období Velké francouzské revoluce.

## Život
Narodil se roku 1734 v Thizy. Po studiích v Lyonu se stal inspektorem administrativy manufaktur. Působil nejprve v Bordeaux, později v Languedocu. V roce 1781 se stal vrchním výrobním inspektorem v Pikardii. Téhož roku se oženil s Marií-Jeanne Philipponovou, později známou jako Madame Rolandovou, která se svému manželovi stala celoživotní oporou. Po vypuknutí Velké francouzské revoluce se Rolandovi přestěhovali do Lyonu, kde byli politicky aktivní a psali do místních novin. Po přestěhování do Paříže roku 1791 a poté co Madame Rolandová otevřela svůj známý salon, shromáždili kolem sebe okruh vlivných lidí s umírněnými republikánskými názory, kteří později vytvořili politické uskupení tzv. girondistů. Roland byl zvolen do zákonodárného shromáždění, a poté co v březnu roku 1792 převzali girondisté veškerou výkonnou moc, získal post ministra vnitra. Téhož roku však byl z tohoto místa odvolán, ale po útoku na Tuilerijský palác ho získal zpět. Po svržení monarchie vedl boj proti radikálním montagardům a hlasoval proti smrti krále a proti založení revolučního tribunálu. Snažil se zastavit radikalizaci revoluce, ale roku 1793 po popravě Ludvíka XVI. odstoupil ze všech funkcí. Po svržení girondistů uprchl z Paříže, jeho žena však byla zadržena a popravena. Když se to Roland dozvěděl, spáchal 15. listopadu 1793 sebevraždu.